# 吉本實憂
吉本實憂（日语：／ Yoshimoto Miyu，1996年12月28日—），日本女藝人、時裝模特兒，偶像團體「X21」隊長，出身於福岡縣北九州市，隸屬奧斯卡傳播經紀公司。身高160公分、血型AB型。

## 經歷
在2012年夏天，從102,564人的海選中脫穎而出，獲得第13回全日本國民美少女比賽的大獎，與小澤奈奈花共同得到此一殊榮，並進入由該屆入選成員所組成的團體「X21」，在隔年1月28日出道時作為其中的Leader。在正式大會審查時，選擇演唱了倖田來未的歌曲「WIND」。
在東京的第一個工作是在拉爾夫·洛朗的直營旗艦店所舉辦的開幕宴會，負責來賓接待的服務。
2013年，擔任第85回紀念選拔高等學校野球大會史上首位「選拔應援海報人物」。
2015年，在連續劇《表參道高校合唱部！》與電影《罪的留白》中的反派色彩演繹獲得好評與注目。

## 個人
- 特技是故鄉的特色小倉祇園太鼓[9]。
- 興趣是舞蹈[9]。喜歡的顏色有白、紫。喜歡的食物是葡萄。

## 戲劇演出

### 電視劇
- 獣医さん、事件ですよ（2014年7月3日 - 9月18日，讀賣電視台・日本電視台） - 柴日菜子
- 大河劇 軍師官兵衛 第46話 - 第50話（2014年11月16日 - 12月21日，NHK） - 榮
- I'm Home（2015年4月16日 - 6月18日，朝日電視台） - 小鳥遊優愛
- 表參道高校合唱部！（2015年7月17日 - 9月25日，TBS） - 谷優里亞
- 朝5晚9～愛上我的和尚～（2015年10月12日 - 12月14日，富士電視台） - 足利香織
- 穿越時空的少女（2016年7月9日 - 8月6日，日本電視台） - Zoi
- 晨間劇 當家姐姐 第148話 - 最終話（2016年9月22日 - 10月1日，NHK） - 水田たまき
- 人渣的本愿（2017年1月18日 - 4月6日，富士電視台） - 主演・安乐冈花火
- 按摩偵探 第2話（2017年4月15日，東京電視台） - 尾山みどり
- 我的彆腳丈夫（2017年7月8日 - 9月16日，日本電視台） - 渡瀨理緒
- 櫻的親子丼（2017年10月7日 - 11月25日，東海電視台） - 二宮あざみ
- 水戶黃門 第2季（2019年5月19日 - 8月11日，BS-TBS） - 吉姫
- 警視廳・搜查一課長 season5 第1話（2021年4月8日，朝日電視台） - 芦田香苗
- 值班律師 梶原藤子事件檔案（2021年10月4日，東京電視台） - 矢代沙織
  - 值班律師2 梶原藤子事件檔案～鬼子母之女～（2022年11月6日，東京電視台）
- 流浪署長 風間昭平 15（2022年1月24日，東京電視台） - 藤沢華
- 第一局上半（2023年3月4日 - 25日，西日本電視台） - 清美
- 不會消失的「我」（2024年1月6日 - 3月30日，日本電視台） - 海崎藍里
- 被買來的男人 第4話（2024年5月9日，大阪電視台） - 清水まりあ
- 潘多拉的果實～科學犯罪搜查檔案〜 最終章SP（2024年6月16日，日本電視台） - 奧田玲音
- Monster 第3話（2024年10月28日，關西電視台・富士電視台） - 長岡茉由
- 離婚女律師Spider～慰謝料爭奪編～ 第5話（2024年11月2日，日本電視台） - 木村朱音
- 好想把那個人渣狠揍一頓 第8話・第9話（2024年11月26日・12月3日，TBS）- 花本香奈
- 即使如此，我還是想和妻子（2025年1月12日 - 3月30日，大阪電視台・BS東視） - みどり
- 子宮戀愛（2025年4月11日 - ，讀賣電視台） - 寄島みゆみ

### 網路劇
- Good Morning Call愛情起床號（2017年9月22日，Netflix）- 楠木蘭
- 潘多拉的果實～科學犯罪搜查檔案～Season2（日语：パンドラの果実～科學犯罪捜査ファイル～Season2）（2022年6月25日 - 7月30日，Hulu） - 奧田玲音
  - 潘多拉的果實～科學犯罪搜查檔案〜 Season3（2024年6月16日 - 7月14日，Hulu）

### 電影
- ゆめはるか（2014年12月13日，ベストブレーン） - 主演・本田遥
- 罪的留白（日语：罪の余白#映画）（2015年10月3日，Phantom Film） - 木場咲[10][11]
- HiGH&LOW THE RED RAIN（2016年10月）- 飾 成瀬愛華

### 舞臺劇
- 三文オペラ（2018年1月23 - 2月4日，KAAT神奈川藝術劇場）-飾 ポリー

## 電視節目
- タビノイロ。（2013年1月22日 - 2月12日、富士電視台）

## 配音演出

### 電視動畫
- 人渣的本愿（2017年1月12日 - ，富士電視台） - 本吉憂實[12]

## 廣播節目
- ラジカントロプス2.0（2013年2月4日、日本廣播）

## 活動
- 和服女王大賽2013 - 特別應援者
- 第85回紀念選拔高等學校野球大會 - 選拔應援海報人物

## 寫真集
- 個人書籍 「國民的美少女2012 Labeaute」（2012年）[13]

## 外部連結
- 吉本実憂オフィシャルブログ＆プロフィール （页面存档备份，存于） - beamie（日語）
- 吉本実憂的Ameba部落格（日語）
- 吉本実憂的X（前Twitter）（日語）
- 吉本實憂的Instagram帳戶